# Syncyamus
A Syncyamus a felsőbbrendű rákok (Malacostraca) osztályának a felemáslábú rákok (Amphipoda) rendjébe, ezen belül a bálnatetűfélék (Cyamidae) családjába tartozó nem.

## Rendszerezés
A nembe az alábbi 4 faj tartozik:
- Syncyamus aequus Lincoln & Hurley, 1981
- Syncyamus chelipes (Costa, 1866)
- Syncyamus ilheusensis Haney, De Almeida & Reid, 2004
- Syncyamus pseudorcae Bowman, 1955